# Wenzhou
Wenzhou (chiń. 温州; pinyin Wēnzhōu) – miasto o statusie prefektury miejskiej we wschodnich Chinach, w prowincji Zhejiang, nad Morzem Wschodniochińskim. W 2010 roku liczba mieszkańców miasta wynosiła 885 362. Prefektura miejska w 1999 roku liczyła 7 216 249 mieszkańców. Port handlowy i rybacki oraz duży ośrodek przemysłu skórzano-obuwniczego, elektrotechnicznego, poligraficznego, odzieżowego, szklarskiego, metalowego, tytoniowego i spożywczego; siedziba Chińskiego Instytutu Przemysłu Lekkiego. Siedziba rzymskokatolickiej diecezji Yongjia.

## Miasta partnerskie
- Alicante
- Gießen
- Hrabstwo Union
- Ipoh
- Ishinomaki
- Pittsburg
- Port-Gentil